# Кістаг
Кістаг (рум. Chistag) — село у повіті Біхор в Румунії. Входить до складу комуни Аштілеу.
Село розташоване на відстані 410 км на північний захід від Бухареста, 32 км на схід від Ораді, 99 км на захід від Клуж-Напоки.

## Населення
За даними перепису населення 2002 року у селі проживали 623 особи.
Національний склад населення села:
| Національність | Кількість осіб | Відсоток |
| -------------- | -------------- | -------- |
| румуни         | 582            | 93,4%    |
| угорці         | 22             | 3,5%     |
| цигани         | 8              | 1,3%     |
| словаки        | 6              | 1,0%     |

Рідною мовою назвали:
| Мова      | Кількість осіб | Відсоток |
| --------- | -------------- | -------- |
| румунська | 595            | 95,5%    |
| угорська  | 22             | 3,5%     |
| словацька | 6              | 1,0%     |